# Cammino di Dante

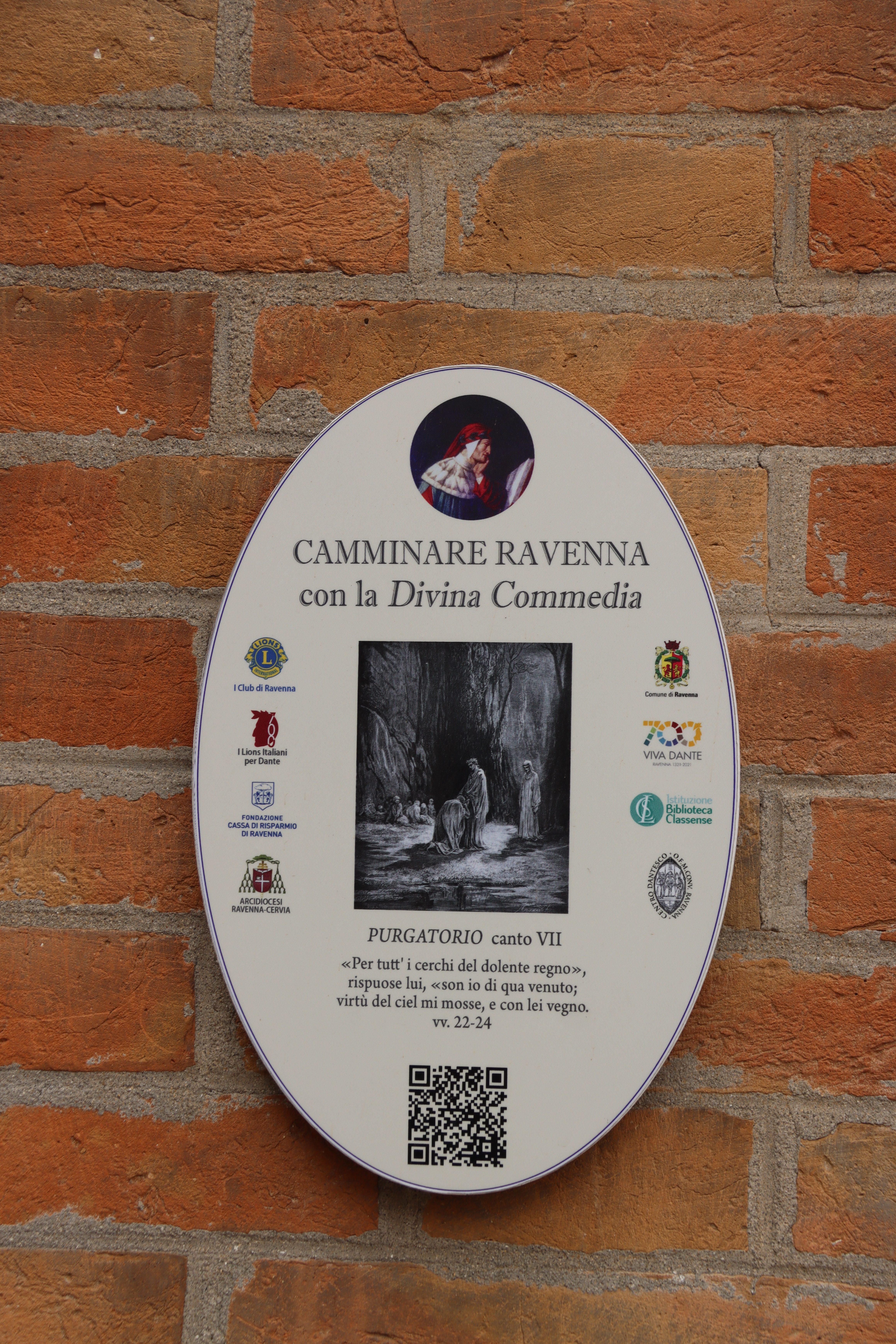

De Cammino di Dante is een langeafstandswandelpad in Italië. De bewegwijzerde route is 360 kilometer lang en bestaat uit 21 etappes. De route begint in aan Dantes graftombe in Ravenna en loopt naar het Dante-museum in Firenze; ze staat dus in het teken van Dante Alighieri.